# سایب‌کو (آریزونا)
سایب‌کو (به انگلیسی: Cibecue) یک منطقهٔ مسکونی در ایالات متحده آمریکا است که در شهرستان ناواهو، آریزونا واقع شده‌است. سایب‌کو ۱۵٫۴۷ کیلومتر مربع مساحت و ۱۰٬۸۱۷ نفر جمعیت دارد و ۱٬۵۰۰ متر بالاتر از سطح دریا واقع شده‌است.